# Sarıkaya
Sarıkaya est une ville et un district de la province de Yozgat dans la région de l'Anatolie centrale en Turquie.

## Géographie
On peut trouver à Sarıkaya un hamam qui date de l'Antiquité. Il a été trouvé dans le centre en 2016. ils font encore des recherches pour trouver d'autres objets qui peuvent dater de l'Antiquité.